# Великоцвілянська ЗОШ I—III ступенів
Великоцвілянська загальноосвітня школа — загальноосвітня школа І—ІІІ ступенів у селі Велика Цвіля Ємільчинського району Житомирської області, єдиний навчальний заклад Великоцвілянської сільської ради. Навчальний заклад із понад столітньою історією та сталими традиціями.

## Загальні дані, умови навчання
У навчальному закладі навчається близько 150 дітей (2010 рік).
Педагогічний колектив школи — 22 учителі, з яких один «учитель-методист», чотири — старші вчителі, вісім — вчителі вищої категорії, п'ять — першої.
До послуг учнів школи фізичний, хімічний, біологічний, географічний, історичний, музичний кабінети, зарубіжної літератури, математики, образотворчого мистецтва, спортивний зал, майстерні.
У Великоцвілянській школі функціонує унікальний «Музей хлібу».

## Історія школи
Однокласна церковнопарафіяльна школа у Великій Цвілі була створена 22 жовтня 1885 року при Вознесенській церкві. У 1886 році в ній навчалося 48 учнів, з них 43 хлопчики і 5 дівчаток. Першою вчителькою була дочка Новоград-Волинського диякона Людмила.
В 1919 році це вже чотирикласна початкова школа І-IV класі. Вчителювали в ній брати Леонід та Всеволод Грушки. Всеволод був випускником духовної академії, а Леонід закінчив духовну семінарію. У цей період школа налічувала вже 50 учнів.
У 1934 році в селі відкривається семирічна школа, перший випуск якої в 1937 році склав 17 учнів. В 1939 році в школі навчалося 150 учнів.
У цей час в ній викладав Анатолій Порфирійович Харківець, в майбутньому — Герой Радянського Союзу (загинув під час Німецько-радянської війни на Лютізькому плацдармі. Загинули в роки війни і випускниця школи, учителька, зв'язкова партизанського загону «Перший волинський» Марія Валер'янівна Ларькова, юний партизан-розвідник Давид Колобчук.
Після війни в селі знову відкрилася семирічна школа, директором школи в той час працював І. М. Носик.

## Сучасна школа
З ініціативи великоцвільчанки, Героя Соціалістичної Праці, депутата Верховної Ради СРСР кількох скликань Сербін Лідії Спиридонівни у 1974 році у Великій Цвілі було збудовано нову сучасну школу на 640 учнів.
Школа запросила в свої стіни прекрасних молодих педагогів. Серед них сім'ї Банчуків, Дорош, Криштафович, Мандзюк, Третяк, Черкус, Веретельник, Лакійчук, Жилюк, Сергійчук, Данильчук, Михнюк, Дмитерчук… Ці зразкові сімейні пари стали основою педагогічного колективу школи. Роботі педколективу може позаздрити будь-яка міська школа.
З 1980 по 1992 рік директором школи працювала вчитель хімії і біології Жилюк Алла Іванівна. Вона стала ініціатором створення шкільної світлиці, зробила великий внесок в естетичне оформлення класних кімнат школи. Її чоловік — вчитель фізичного виховання Жилюк Микола Романович багато зусиль доклав до вихованню підростаючого покоління. Разом з учнями він створив в школі «Музей хлібу», збудував Криницю совісті — пам'ятник односельцям — жертвам комуністичного терору.
З 1992 року директором працює Галина Банчук. Різні професії здобули випускники школи. Більше 150 випускників школи стали вчителями. Частим гостем школярів є колишній вихованець, Заслужений артист України Яковчук Василь Лукашевич.
Школа має власні традиції, успіхи і проблеми, живе повноцінним життям.